# ريباري (كونييتش)
ريباري (بالسيريلية:Рибари) هي قرية في البوسنة والهرسك. وهي تقع في بلدية كونييتش في كانتون الهرسك-نيريتفا في اتحاد البوسنة والهرسك. طبقا لنتائج تعداد البوسنة عام 2013 فقد كان عدد سكانها 53 نسمة.

## التاريخ
تقع على أراضي القرية مقابر تعود للقرون الوسطى وهي مدرجة على قائمة الآثار الوطنية للبوسنة والهرسك.

## التركيبة السكانية

### التطور التاريخي للسكان
| 1961 | 1971 | 1981 | 1991 | 2013 |
| ---- | ---- | ---- | ---- | ---- |
| 253  | 230  | 188  | 170  | 53   |

## وصلات خارجية
- Maplandia (بالإنجليزية)